# حملة يورك تاون
حملة يورك تاون أو فرجينيا هي سلسلة من المناورات العسكرية والمعارك التي اندلعت خلال الحرب الثورية الأمريكية التي أفضت إلى حصار يورك تاون في أكتوبر 1781. أسفرت الحملة عن استسلام قوة الجيش البريطاني بقيادة الجنرال تشارلز كورنواليس، وهو حدث أدى مباشرة إلى بدء عقد مفاوضات السلام الجادة لإنهاء الحرب. أثناء الحملة، ساد الخلاف والتردد وسوء التفاهم بين القادة البريطانيين، بالإضافة إلى مجموعة ملحوظة من القرارات التعاونية التي اتخذها الفرنسيون والأمريكيون، والتي كان بعضها انتهاكًا للأوامر.
شملت الحملة القوات البرية والبحرية لبريطانيا العظمى وفرنسا والقوات البرية للولايات المتحدة. أُرسلت القوات البريطانية إلى فرجينيا بين يناير وأبريل من عام 1781 وانضمت في مايو إلى جيش كورنواليس الذي جاء شمالًا من حملة موسعة عبر الولايات الجنوبية. تصدت ميليشيا فرجينا لهذه القوات في البداية بشكل ضعيف، إلا أن الجنرال جورج واشنطن أرسل ماركيز دي لافاييت في البداية، ثم أنتوني واين مع قوات الجيش القاري للتصدي للهجوم والخراب الاقتصادي الذي تسبب البريطانيون به. مع ذلك، لم يكن عدد القوات الأمريكية مجتمعة كافيًا لمواجهة القوات البريطانية مجتمعة، وعقب سلسلة من الأوامر المثيرة للجدل التي أصدرها الجنرال السير هنري كلينتون، القائد العام البريطاني، انتقل كورنواليس إلى يورك تاون في يوليو وبنى موقعًا دفاعيًا قويًا ضد القوات البرية التي واجهها بعد ذلك، لكنه كان عرضة للحصار البحري.
كانت القوات البحرية البريطانية في أمريكا الشمالية وجزر الهند الغربية أضعف من أساطيل فرنسا وإسبانيا مجتمعة، وبعد بعض القرارات الحاسمة التي أصدرها قادة البحرية البريطانية بالإضافة إلى الأخطاء التكتيكية، تمكن أسطول بول دي غراس الفرنسي من السيطرة على خليج تشيسابيك، وحصار كورنواليس ومنع الدعم البحري عنه، بالإضافة إلى وصول قوات برية إضافية لحصاره برًا. حاولت البحرية الملكية السيطرة على هذا النزاع، إلا أن الأدميرال توماس جرايفز هُزم في معركة تشيسابيك في 5 سبتمبر. بدأت الجيوش الأمريكية والفرنسية المقيمة خارج مدينة نيويورك بالتحرك جنوبًا في أواخر أغسطس، ووصلت بالقرب من يورك تاون في منتصف سبتمبر. أدى الخداع بشأن تحركاتهم إلى تأخير محاولات كلينتون لإرسال المزيد من القوات إلى كورنواليس.
بدأ حصار يورك تاون في 28 سبتمبر 1781. في خطوة لتقليص الحصار، قرر كورنواليس التخلي عن أجزاء من دفاعاته الخارجية، ونجح المحاصرون في اقتحام اثنين من معاقله. عندما أصبح الوضع لا يُطاق، عرض كورنواليس المفاوضات في 17 أكتوبر واستسلم بعد يومين. عندما وصلت الأخبار إلى لندن، سقطت حكومة اللورد نورث، واشتركت وزارة روكنغهام في مفاوضات سلام. تكلل ذلك بمعاهدة باريس عام 1783، والتي اعترف فيها الملك جورج الثالث باستقلال الولايات المتحدة الأمريكية. انخرط كلينتون وكورنواليس في مشادات كلامية عامة عن أدوارهما في الحملة، وناقشت القيادة البحرية البريطانية أوجه القصور التي تعاني منها البحرية والتي أفضت إلى الهزيمة.

## خلفية
بحلول ديسمبر 1780، وصلت الحرب الثورية الأمريكية في أمريكا الشمالية إلى نقطة حرجة. عانى الجيش القاري من هزيمة كبيرة في وقت سابق من العام، مع أسر جيوشه الجنوبية أو تشتتها عقب خسارة تشارلستون ومعركة كامدن في الجنوب، بينما راقبت جيوش جورج واشنطن والقائد العام البريطاني لأمريكا الشمالية، السير هنري كلينتون بعضها البعض حول مدينة نيويورك في الشمال. لم تمتلك العملة الوطنية قيمة، وتضاءل الدعم العام للحرب التي كانت على وشك الدخول في عامها السادس، وتمردت قوات الجيش على الأجور والشروط.

### التخطيط الفرنسي والأمريكي لعام 1781
نجت فرجينيا إلى حد كبير من الإشعار العسكري قبل عام 1779، حيث شُنّت غارة دمرت الكثير من قدرة الولاية على بناء السفن وضُبطت كميات كبيرة من التبغ أو أُتلفت، وكان التبغ مادة تجارية هامة بالنسبة للأمريكيين. تألفت دفاعات فرجينيا الوحيدة من الميليشيات الناشئة محليًا، بالإضافة إلى قوة بحرية قُضي عليها أثناء غارة في عام 1779. كانت الميليشيا خاضعة لأوامر التوجيه العام للجيش القاري بقيادة الجنرال البارون فون شتوبن، وهو مدبر مهام بروسي كانت علاقته بحاكم الولاية، توماس جيفرسون، صعبة. أنشأ ستوبن مركز تدريب في تشيسترفيلد للمجندين الجدد في الجيش القاري، ومصنعًا في ويستهام لصنع الأسلحة والذخيرة وإصلاحها.
تعين على المخططين العسكريين الفرنسيين الموازنة بين الطلبات المتنافسة لحملة 1781. عقب سلسلة من المحاولات الفاشلة للتعاون مع الأمريكيين (والتي أسفر عنها هجمات فاشلة في نيوبورت ورود آيلاند وسافانا وجورجيا)، أدركوا أن الأمر يتطلب مشاركة أكثر فعالية في أمريكا الشمالية. مع ذلك، كانوا بحاجة كذلك إلى تنسيق إجراءاتهم مع إسبانيا، نظرًا لوجود مصلحة محتملة في شن هجوم على المعقل البريطاني لجامايكا. تبين أن الإسبان لم يكونوا مهتمين بالعمليات ضد جامايكا إلا بعد تعرضهم لمحاولة بريطانية متوقعة لتعزيز جبل طارق المحاصر، فأرادوا فقط أن يكونوا على علم بتحركات أسطول جزر الهند الغربية.
بينما كان الأسطول الفرنسي يستعد لمغادرة بريست في مارس، اتُخذت عدة قرارات هامة. بعد إنهاء عمليات في جزر أنتيل ويندوارد، توجه أسطول جزر الهند الغربية، بقيادة كونتي دي غراس، كاب فرانسيس (كاب هايتيان حاليًا) لتحديد الموارد المطلوبة لمساعدة العمليات الإسبانية. بسبب الافتقار إلى وسائل النقل، وعدت فرنسا بستة ملايين ليرة لدعم المجهود الحربي الأمريكي عوضًا عن توفير المزيد من القوات. عُيّن الكونت دي باراس قائدًا جديدًا للأسطول الفرنسي في نيوبورت. لكن لم يكن هناك ما يدعو إلى التفاؤل. أمر دي باراس بتوجه أسطول نيوبورت لمضايقة السفن البريطانية قبالة نوفا سكوشا ونيوفاوندلاند، وأمر الجيش الفرنسي في نيوبورت بالاتحاد مع جيش واشنطن خارج نيويورك. في أوامر لم تُشارك تمامًا مع الجنرال واشنطن، صدرت تعليمات إلى دي غراس بالمساعدة في عمليات أمريكا الشمالية بعد توقفه في كاب فرانسيس. أوعز الجنرال الفرنسي، كوميت دي روتشامبس، إلى دي باراس بأن يخبر واشنطن أن دي غراس قد يكون قادرًا على المساعدة، دون أن فرض أي التزام عليه. (علمت واشنطن من جون لورانس، المقيم في باريس، أن دي غراس يتمتع بصلاحية الوصول إلى الشمال).
أبحر الأسطول الفرنسي من بريست في 22 مارس. انشغل الأسطول البريطاني بالاستعدادات لإعادة إمداد جبل طارق، ولم يحاول التصدي للأسطول المغادر. بعد إبحار الأسطول الفرنسي، أبحرت سفينة كونكورد إلى نيوبورت، محملة بأوامر دي باراس وروشامبو وائتمانات بمقدار 6 ملايين ليرة. قدم دي غراس طلبين هامين في برقية منفصلة أرسلها لاحقًا. الطلب الأول هو إبلاغه في كاب فرانسيس بالوضع في أمريكا الشمالية ليتسنى له أن يقرر كيف بإمكانه المساعدة في العمليات هناك، والثاني هو تزويده بـ30 طيارًا ذو دراية بمياه أمريكا الشمالية.